# Hospital Amato Lusitano

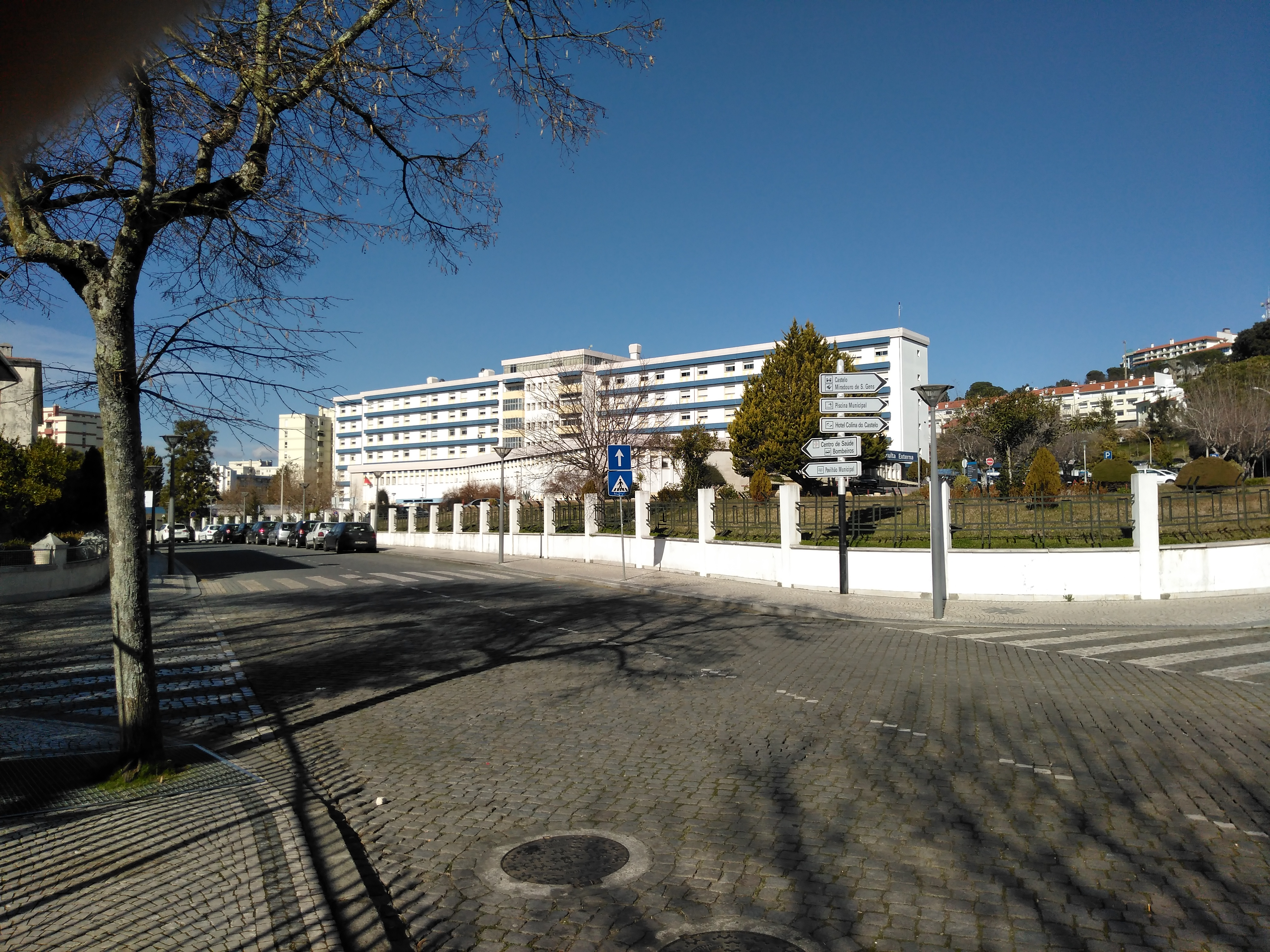
Hospital Amato Lusitano em Castelo Branco

O Hospital Amato Lusitano é um hospital público do Serviço Nacional de Saúde em Castelo Branco, Portugal. Faz parte da Unidade Local de Saúde de Castelo Branco e é o hospital de referência dos municípios de Castelo Branco, Idanha-a-Nova, Oleiros, Penamacor, Proença-a-Nova, Sertã, Vila de Rei e Vila Velha de Ródão. Foi concluído em 1975 e inaugurado em 1977. Tem uma capacidade de 205 camas. É assim nomeado em homenagem a Amato Lusitano.